# Château de Buchelsdorf
Le château de Buchelsdorf (Schloß Buchelsdorf en allemand et Pałac w Buchałowie en polonais) est un château néogothique, aujourd'hui démoli, situé en Silésie dans le village de Buchelsdorf, actuellement Buchałów en Pologne (voïvodie de Lubusz). L'ancien château est reconstruit en 1851-1853 dans un style néogothique accompagné d'un jardin à l'anglaise. Durant la Seconde Guerre mondiale, il est brièvement utilisé par l'Armée rouge comme entrepôt de céréale avant d'être démantelé dans les années 1950,,. Il ne subsiste que le bâtiment des écuries ainsi qu'une maison viticole datant de la seconde moitié du XIXe siècle.